# Malaysia Airlines
Malaysia Airlines (MAS) (малайск. Sistem Penerbangan Malaysia; там. மலேசிய வான்வழி; кит. 马来西亚航空公司; MYX: 3786) — национальная государственная авиакомпания Малайзии со штаб-квартирой в Аэропорту имени султана Шах-Абдул-Азиза (Субанг, Селангор), выполняющая регулярные коммерческие перевозки по 85 пунктам назначения на шести континентах мира.
Главным транзитным узлом (хабом) авиаперевозчика является Международный аэропорт Куала-Лумпур, в качестве вторичных хабов используются Международный аэропорт Кота-Кинабалу и Международный аэропорт Кучинг.

## Общие сведения
Со своим дочерним перевозчиком Maswings авиакомпания Malaysian Airlines выполняет рейсы по 85 пунктам назначения, работая на рынке пассажирских перевозок в странах Южной, Восточной и Юго-Восточной Азии, Среднего Востока и на трансконтинентальных маршрутах между Европой и Австралией. До октября 2009 года MAS выполняла регулярные трансатлантические рейсы из Куала-Лумпура в Ньюарк с промежуточной посадкой в Стокгольме. Маршрутная сеть авиакомпании также включает в себя регулярные дальнемагистральные рейсы между Куала-Лумпуром и Лос-Анджелесом с посадкой в Тайбее. В 1997 году Boeing 777-200ER авиакомпании совершил самый дальний в истории гражданской авиации беспосадочный полёт из Сиэтла в Куала-Лумпур, маршрут которого проходил над европейским и африканским континентами. Этот рекорд был побит спустя восемь лет демонстрационным полётом Boeing 777-200LR из Лондона в Гонконг.
Помимо основной деятельности в области коммерческих авиаперевозок, компания через свои филиалы занимается техническим обслуживанием, текущим и капитальным ремонтом воздушных судов. Malaysia Airlines имеет четыре дочерние авиакомпании Firefly, MASwings, MASkargo и MASCharter, первая из которых выполняет регулярные пассажирские рейсы на региональных направлениях из базового Международного аэропорта Пинанг, а вторая специализуется на пассажирских и грузовых авиаперевозках между аэропортами острова Калимантан. Третья дочерняя компания «MASkargo» работает в области грузовых воздушных перевозок, а «MASCharter» — на чартерных рейсах по всему региону, используя при этом самолёты из флота материнской авиакомпании. После проведения масштабных финансовой и операционной реструктуризаций Malaysia Airlines в настоящее время успешно приобретает небольшие авиакомпании Азиатско-Тихоокеанского региона, интегрируя их как в собственную маршрутную сеть, так и в сферы деятельности своих дочерних предприятий.
С разделения в 1973 году авиакомпании Malayan Airways на два независимых перевозчика к настоящему времени Malaysia Airlines приобрела заслуженную репутацию одной из лучших авиакомпаний мира по уровню обслуживания пассажиров и уровню авиационной безопасности, что подтверждается многочисленными ежегодными премиями и наградами международных организаций, специализирующих в области изучения и анализа рынка коммерческих авиаперевозок. Malaysia Airlines является одной из шести авиакомпаний мира (наряду с южнокорейской Asiana Airlines, гонконгской Cathay Pacific, катарской Qatar Airways, сингапурской Singapore Airlines и индийской Kingfisher Airlines), имеющей высший пятизвёздочный рейтинг по оценке компании Skytrax, и одной из четырёх авиакомпаний мира (вместе с Asiana Airlines, Kingfisher Airlines и Qatar Airways), так же носящей пятизвёздочный рейтинг Skytrax в области контроля качества и сервиса обслуживания авиапассажиров.

## История

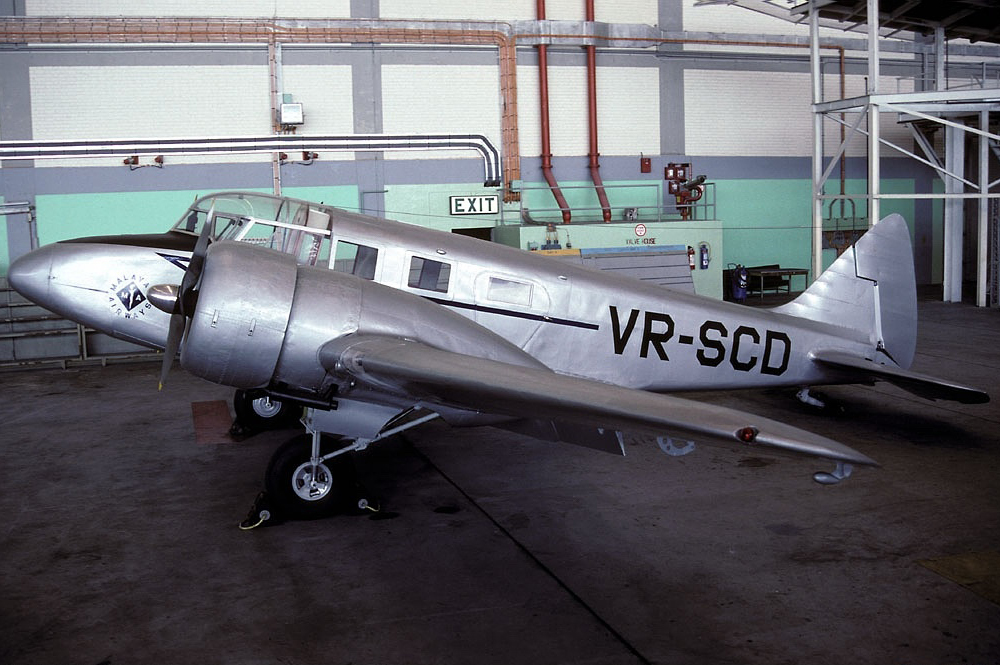
Airspeed Consul — первый тип самолётов, эксплуатировавшийся в авиакомпании Malayan Airways

История Malaysia Airlines восходит к созданию в 1937 году частной коммерческой авиакомпании Malayan Airways. После получения Малайзией статуса независимого государства в 1957 году, компания была переименована в «Malaysian Airways». В 1966 году на базе перевозчика была создана совместная сингапуро-малайзийская авиакомпания Malaysia-Singapore Airlines, собственность которой распределялась в равных долях между правительствами двух стран. В 1972 году компания разделилась на два независимых авиаперевозчика Malaysia Airline System и Singapore Airlines, первый из которых в 1987 году очередной раз изменил собственное название на существующее в настоящее время Malaysia Airlines.

### До Второй мировой войны
Первые полёты коммерческой авиации в Малайе начались в 1937 году и состояли в выполнении регулярных перевозок между Сингапуром, Куала-Лумпуром и Пинангом самолётами местной компании «Wearne’s Air Service» (WAS), которая была создана двумя братьями — выходцами из Австралии Теодором и Чарльзом Уорнерами. Самый первый рейс «WAS» из Сингапура в Пинанг был совершён 28 июня 1937 года на восьмиместном de Havilland Dragon Rapide DH.89A, став, помимо прочего, ещё и первым коммерческим рейсом из открытого 12 июня того же года нового сингапурского аэропорта «Калланг». Позднее флот перевозчика пополнился вторым самолётом той же модели, что позволило ввести новый маршрут в Ипох и увеличить частоту полётов с трёх раз в неделю до ежедневных рейсов. С началом Второй мировой войны и последовавшей японской оккупацией территории вся деятельность «WAS» была полностью заморожена.

### Начало деятельности
12 октября 1937 года в Сингапуре по инициативе совладельца крупнейшей британской транспортной корпорации Ocean Steamship Company Альфреда Холта в партнертстве с фирмами Straits Steamship Company и Imperial Airways была образована совместная авиакомпания Malayan Airways Limited (MAL), в задачи которой ставилось выполнение регулярных пассажирских и почтовых перевозок на британской территории Стрейтс-Сетлментс. В силу ряда причин первого своего пассажира авиакомпания перевезла только спустя десять лет, в 1947 году. После окончания Второй мировой войны структура собственников MAL претерпела изменения и из владельцев компании остались только британские фирмы Straits Steamship и Ocean Steamship.
Свой первый коммерческий полёт Malayan Airways Limited выполнила 2 апреля 1947 года, совершив чартерный рейс из британского Сингапура в Куала-Лумпур на двухмоторном самолёте Airspeed Consul. На первом маршруте было перевезено пять пассажиров, сам рейс выполнялся из сингапурского аэропорта «Калланг» в Аэропорт Куала-Лумпура «Сунгаи-Беси». С 1 мая 1947 года компания запустила еженедельные регулярные рейсы из Сингапура в Куала-Лумпур, Пенанг и Ипох на том же самолёте. В течение 1940-50-х годов Malayan Airways Limited постепенно расширяла собственный воздушный флот и увеличивала маршрутную сеть в регионе, а в середине 1950-х при поддержке авиакомпаний Содружества наций (таких, как BOAC и Qantas Empire Airways) вступила в Международную ассоциацию воздушного транспорта.
В 1955 году парк самолётов Malayan Airways Limited пополнился самолётами Douglas DC-3, всего же за первые два десятилетия функционирования авиакомпании в её флоте работали лайнеры Douglas DC-4 Skymaster, Vickers Viscount, Lockheed Constellation, Bristol Britannia, de Havilland Comet 4 и Fokker F27. 12 апреля 1960 года MAS открыла новые международные маршруты из Сингапура в Гонконг и из Куала-Лумпура в Бангкок с промежуточной посадкой в Пепанге, регулярные рейсы на которых выполнялись самолётами Douglas DC-3, Vickers Viscount и Lockheed Constellation. Несколько месяцев спустя авиакомпания расширила собственную маршрутную сеть из Сингапура в аэропорты Северного Борнео, включая города Брунея, Джесселтон (ныне — Кота-Кинабалу), Кучинг, Сандакан и Сибу.
В 1957 году MAS стала акционерной компанией, основная доля собственности которой находилась у государства. Сразу же после объединения Малаи, Сингапура, Сабаи и Сараваки в 1963 году авиакомпания сменила собственное название на Malaysia Airlines и в том же году присоединила небольшого местного авиаперевозчика Borneo Airways. В 1966 году Сингапур вышел из состава федерации, что повлекло за собой очередную смену названия авиакомпании на Malaysia-Singapore Airlines (MSA). Со следующего года в деятельности национального перевозчика появились признаки существенного экстенсивного развития: большими темпами начала расширяться маршрутная сеть авиакомпании, в воздушный флот поступили реактивные пассажирские лайнеры Boeing 707 и следом Boeing 737, завершено строительство высотного здания в Сингапуре, которое стало главной штаб-квартирой MSA.

### Реструктуризация и разделение

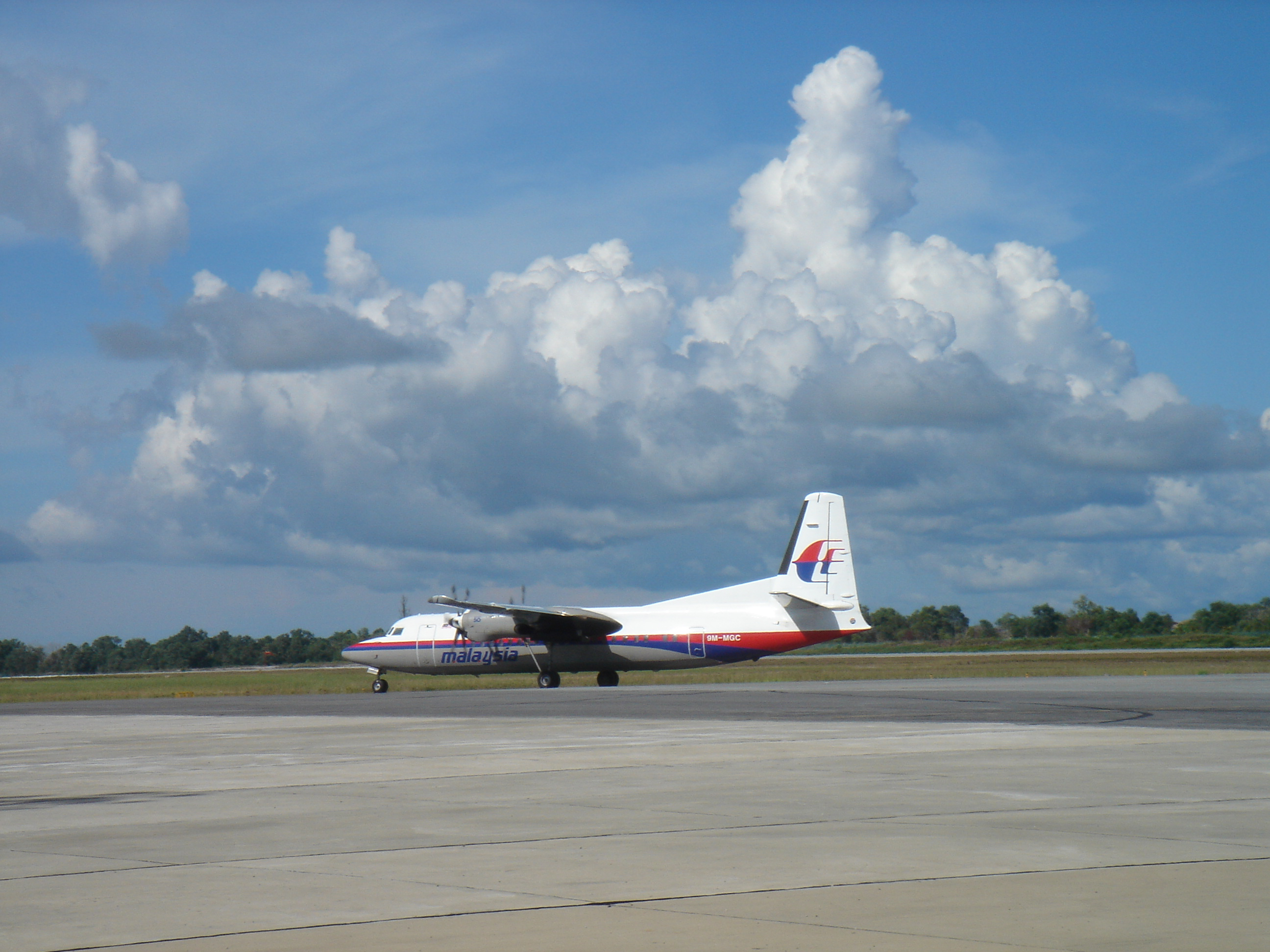
Fokker 50 авиакомпании. Ранее использовались Malaysia Airlines на региональных и местных маршрутах

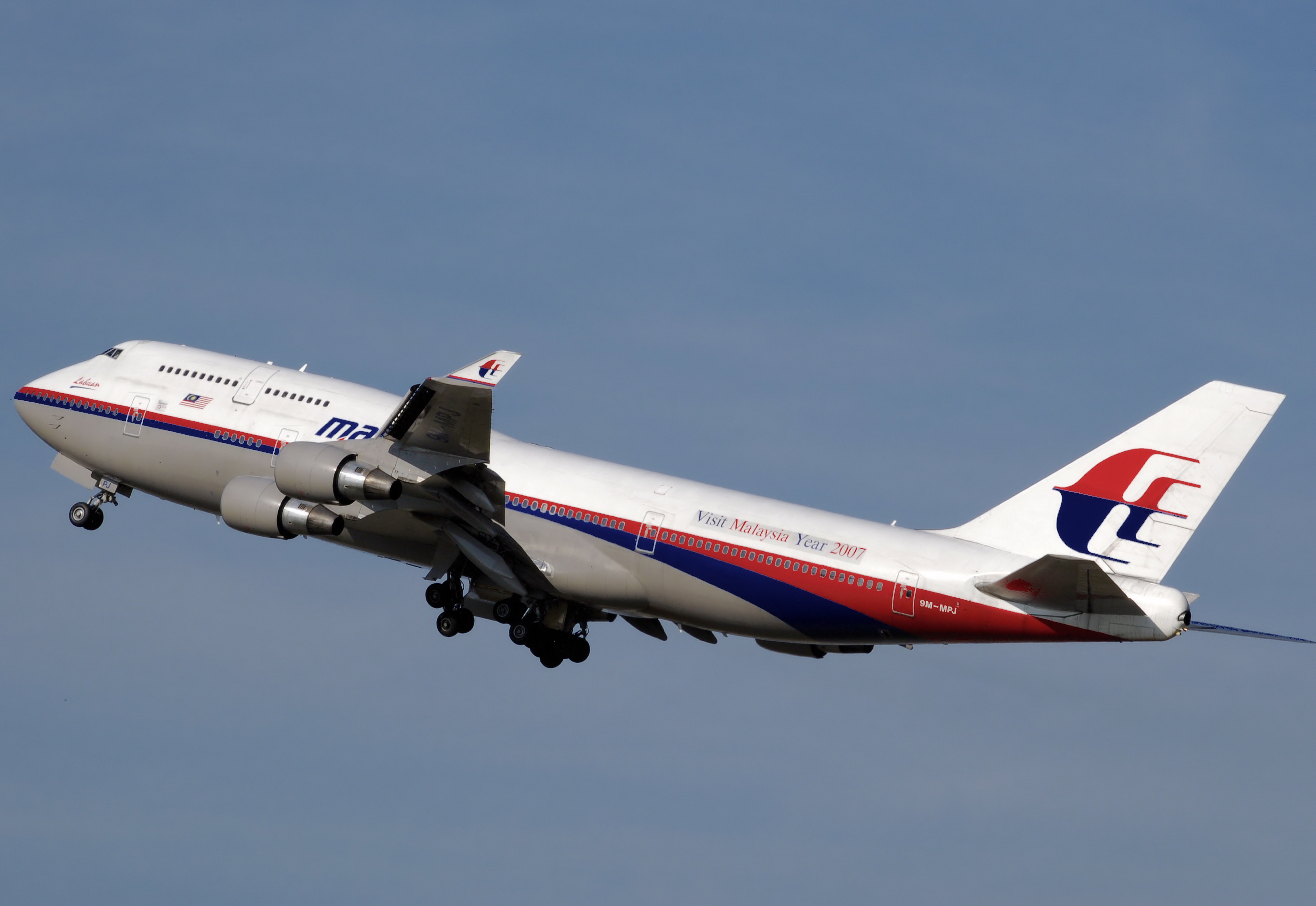
Boeing 747—400 авиакомпании Malaysia Airlines

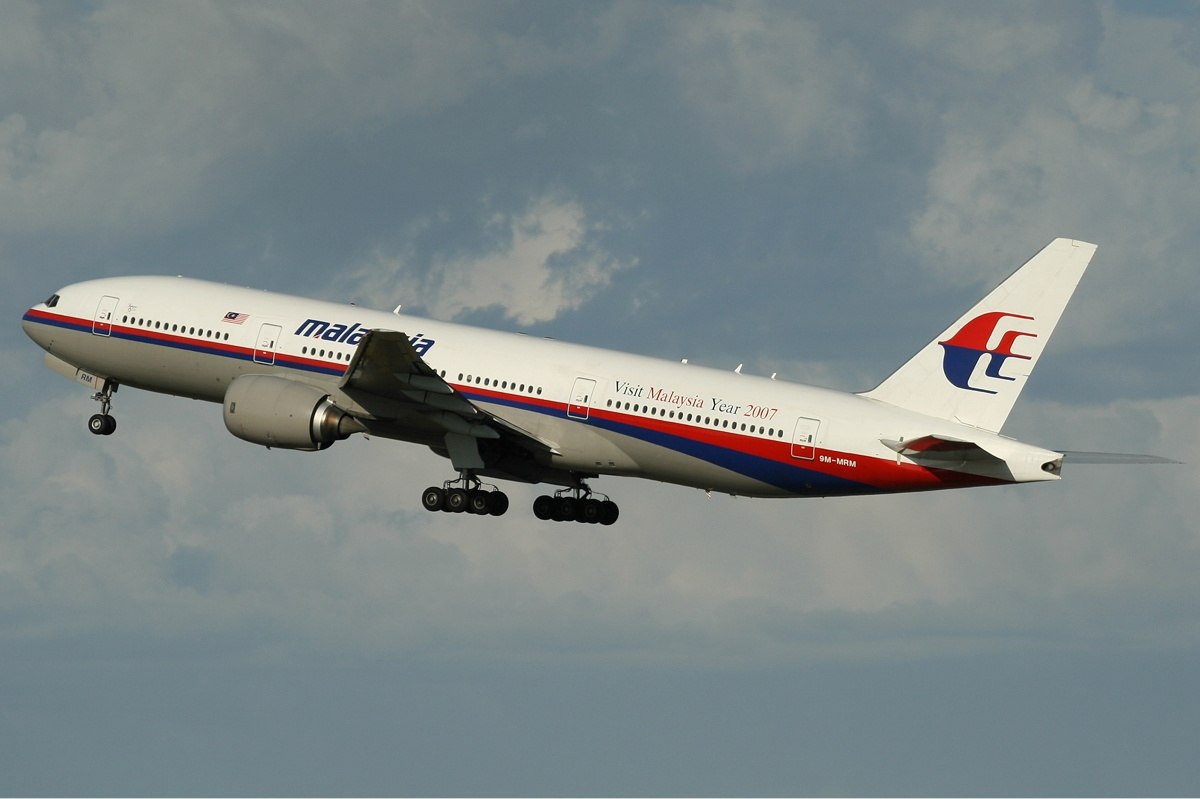
Boeing 777-200ER Malaysia Airlines

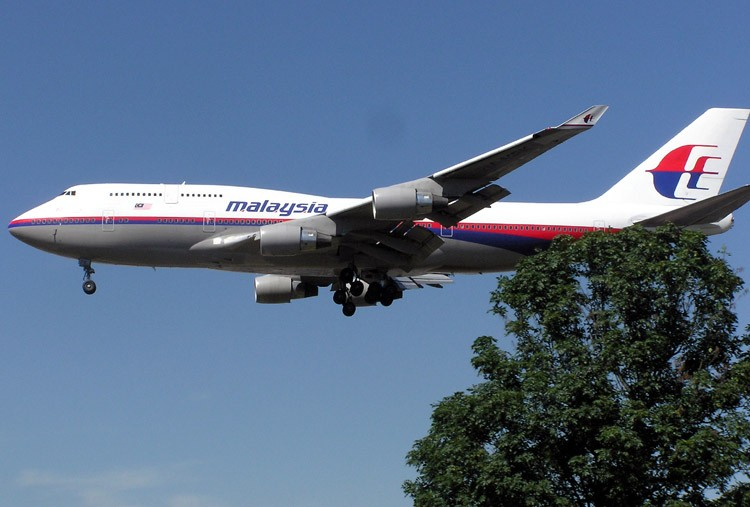
Boeing 747—400 авиакомпании Malaysia Airlines в заходе на посадку в лондонском аэропорту Хитроу

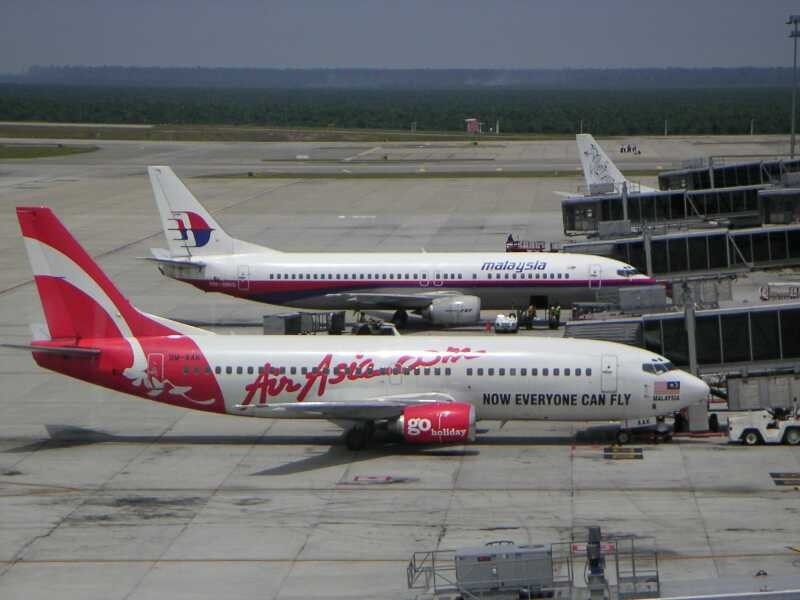
Два Boeing 737 авиакомпаний AirAsia и Malaysia Airlines у гейтов терминала Международного аэропорта Куала-Лумпур

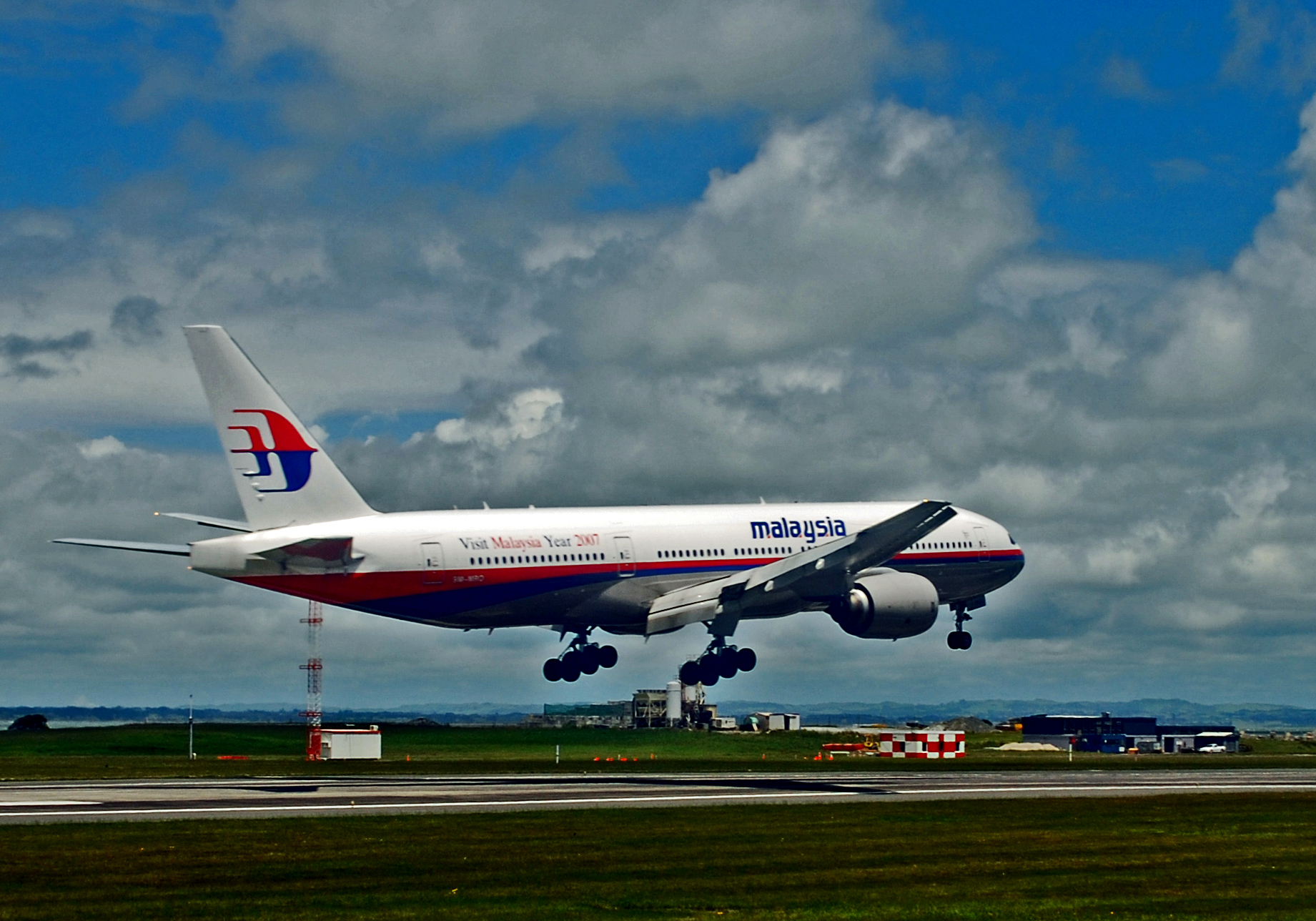
Посадка Boeing 777 авиакомпании Malaysia Airlines в аэропорту Окленда

После выхода Сингапура из состава федерации векторы планов по дальнейшему развитию авиакомпании у основных её учредителей — правительства Малайзии и правительства Сингапура — разошлись в противоположных направлениях. Сингапурский учредитель намеревался продвигать авиаперевозчика в сторону развития международных маршрутов в то время, как перед правительством Малайзии на первом месте стояла задача организации сети пассажирских перевозок регионального и местного значения внутри страны. Неустранимые противоречия в направлении дальнейшего развития спустя шесть лет после распада федерации привели к разделению авиакомпании MSA, которая прекратила операционную деятельность в 1972 году. Активы авиакомпании были разделены между двумя новыми перевозчиками: Malaysian Airlines System (MAS) и Singapore Airlines.
Сингапурская авиакомпания получила в собственный воздушный флот семь самолётов Boeing 707 и пять Boeing 737, на которых предполагалось развитие и обслуживание региональных и дальнемагистральных международных рейсов, тем более, что большинство рейсов за рубеж бывшей авиакомпании MSA осуществлялись из аэропорта Сингапура и после разделения авиакомпании оказались под контролем Singapore Airlines.
Инициалы распавшейся авиакомпании (MSA) к тому времени были хорошо известны на рынке коммерческих авиаперевозок, поэтому обе компании пытались сохранить за собой право их использования. В конечном итоге малайзийская авиакомпания ввела собственную аббревиатуру «MAS», являвшуюся созвучной прежнему сокращению и получившуюся из неё путём перестановки двух букв, а сингапурский перевозчик сначала использовал сокращение «MSA», однако затем отказался от неё и ввёл собственный новый бренд «SIA». В дальнейшем пассажирские авиакомпании мира прекратили практику массового использования аббревиатур в качестве собственных торговых марок, поэтому данный вопрос с течением времени потерял свою актуальность.

### Рост авиакомпании
После распада MAS образовавшаяся новая авиакомпания Malaysian Airline System (MAS) получила в собственность парк пассажирских самолётов Fokker F27, а также все маршруты внутри страны и все международные маршруты из малайзийских аэропортов. Операционная деятельность MAS началась 1 октября 1972 года. Авиакомпания быстро расширяла собственную маршрутную сеть на внутренних авиалиниях, а также ввела международный дальнемагистральный рейс из Куала-Лумпура в Лондон.
К концу 1972 года сеть регулярных пассажирских перевозок авиакомпании насчитывала 34 региональных направления и 6 международных рейсов. В 1976 году воздушный флот MAS пополнился широкофюзеляжным лайнером Douglas DC-10-30, на котором компания открыла регулярные маршруты из Куала-Лумпура в крупнейшие европейские аэропорты Амстердама, Парижа и Франкфурта.
Бурный экономический рост в Малайзии в 1980-х годах стал причиной резкого увеличения объёма коммерческих авиаперевозок в стране и за её пределами, что логичным образом привело к расширению маршрутной сети Malaysia Airlines и её парка воздушных судов. К концу десятилетия авиакомпания работала на 47 регулярных зарубежных направлениях, включая 8 европейских стран, 7 стран в Океании, аэропорты Гонолулу и Лос-Анджелеса. В 1993 году MAS получила новые дальнемагистральные лайнеры Boeing 747 и ввела регулярные рейсы в Буэнос-Айрес (Аргентина), став первой авиакомпанией Юго-Восточной Азии, открывшей постоянные маршруты в Южную Америку. С 1994 по 1998 годы MAS обслуживала регулярный маршрут из Куала-Лумпура в Мехико с промежуточной посадкой в Лос-Анджелесе.

### Первый кризис
В период азиатского финансового кризиса в 1997 году авиакомпания понесла убытки на сумму более чем 260 миллионов малайзийских ринггитов, в то время как за предыдущий финансовый год показала рекордно высокую прибыль в размере 319 млн ринггитов.
К 1998/1999 финансовому году убытки перевозчика достигли 700 млн ринггитов, но к следующему году размер убытков удалось сократить до 259 миллионов.
Тем не менее, дальнейшие финансовые периоды снова были закрыты с увеличением отрицательного сальдо, достигшего 417 миллионов ринггитов в 2000/2001 году и 836 миллионов ринггитов в 2001/2002 финансовом году. Malaysia Airline System была вынуждена закрыть множество убыточных регулярных рейсов, включая маршруты в Брюссель, Дарвин, Гонолулу, Мадрид, Мюнхен и Ванкувер.
Авиакомпания оправилась от затяжного кризиса только к 2003 году, закрыв 2002/2003 финансовый год с прибылью в 461 миллион малайзийских ринггитов.

### Второй кризис
В 2005 году Malaysia Airlines сообщила о чистом убытке за прошедший финансовый год в размере 1,3 млрд ринггитов. При этом выручка в отчётном периоде увеличилась на 10,3 % до 826,9 млн ринггитов, а количество перевезённых пассажиров выросло на 10,2 %. Выручка на международных линиях возросла на RM457,6 (+8,4 %) и составила RM5,9 млрд, в то время, как доход от грузовых перевозок снизился на RM64,1 млн (-4,2 %) до 1,5 млрд ринггитов. Расходы авиакомпании в отчётном периоде возросли на RM2,3 млрд (+28,8 %) до 10,3 млрд ринггитов, при этом основную долю роста расходов перевозчика составило существенное увеличение мировых цен на топливо.
Расходы на горючее в 2005 году увеличились на 40,4 % и составили 3,5 млрд ринггитов; на RM977,8 миллионов выросли затрата вследствие мирового роста цен и на RM157,6 миллионов — по причине увеличения числа выполняемых рейсов. В одном только третьем квартале отчётного года затраты на топливо составили 1,26 млрд ринггитов по сравнению с 1,01 млрд ринггитов в аналогичном периоде 2004 года.
1 декабря 2005 года правительством Малайзии на должность генерального директора авиакомпании назначен Идрис Джал. Новый топ-менеджер определил ряд упущений и недостатков в деятельности перевозчика, приведших к почти к полуторамиллиардному убытку в 2004 финансовом году. В их число вошли низкая загруженность самолётов на регулярных рейсах и, как следствие, низкая доходность по показателю перевезённых пассажиров на километр дистанции, рост цен на топливо, увеличение расходов на ремонт и техническое обслуживание воздушных судов, рост зарплат персонала авиакомпании, а также крайне низкая эффективность её маршрутной сети регулярных перевозок. В 2006 году под руководством Идриса Джала Malaysia Airlines приступила к реализации антикризисной программы, осуществлявшейся по согласованию и при общей координации правительственных структур.
Другим немаловажным фактором убытков авиакомпании стал большом объём расходов по эксплуатации её воздушного флота и наземной инфраструктуры. Malaysia Airlines существенным образом отставала в развитии от своих прямых конкурентов как по причине более слабого экономического положения городов (в сравнении, например, с Сингапуром), так и вследствие неэффективного ценообразования, управления доходами и расходами, слабой рекламной кампании по продвижению торговой марки авиаперевозчика на внешних рынках и отсутствия партнёрских соглашений с другими авиакомпаниями мира. В 2004 году Malaysia Airlines имела один из самых низких в мире показателей расходов на персонал, рассчитываемый исходя из объёма пассажирских перевозок на километр дистанции. Данный показатель MAS составлял 0,41 долларов США в то время, как у Cathay Pacific и Singapore Airlines тот же коэффициент составлял 0,59 и 0,60 долларов США соответственно. Однако, несмотря на низкий уровень расходов на персонал, отношение дохода (в миллионах пассажирокилометров) к общим затратам в Malaysia Airlines составил всего 2,8 единиц, в то время, как в Singapore Airlines тот же коэффициент был равен 5,0.

### Выход из кризиса
Реализация антикризисной программы привела к существенному снижению расходов Malaysia Airlines и выводу финансовой деятельности авиакомпании в прибыль в период между 2006 и 2007 финансовыми годами. К моменту завершения антикризисного плана в 2007 году в отчёте перевозчика был зафиксирован рекордный уровень прибыли в 851 млн ринггитов (265 млн долларов США), который превысил плановый показатель программы на 300 млн ринггитов или на 184 %.
Авиакомпания провела полную реструктуризацию собственной маршрутной сети, уменьшив число регулярных пассажирских рейсов внутри страны со 114 до 22 маршрутов, а также отменила заведомо убыточные международные рейсы такие, как Куала-Лумпур — Манчестер (точка безубыточности на котором достигалась в том случае, если пассажирские салоны были бы заполнены на 140 процентов). Кроме этого, авиакомпания полностью перестроила модель стыковок рейсов, развернула в крупнейших аэропортах главные транзитные узлы (хабы) и передвинула по суточному времени регулярные рейсы таким образом, чтобы вся маршрутная сеть работала по принципу подвоза и развоза пассажиров в крупные хабы для стыковок с магистральными рейсами из тех же аэропортов.
Образовавшийся избыток наличных денежных средств в размере 5,3 млрд ринггит Malaysia Airlines направила на приобретение 55 новых узкофюзеляжных и 55 широкофюзеляжных самолётов.
Несмотря на очевидные успехи, авиакомпания продолжала подвергаться критике со стороны авиационных экспертов, констатировавших факт отставания Malaysia Airlines от своих конкурентов в регионе. Одной из главных причин специалисты называли отсутствие значительных инвестиций в сервисную сферу обслуживания пассажиров, особенно на фоне крупных капиталовложений в данном направлении тайской авиакомпанией Thai Airways International и сингапурским перевозчиком Singapore Airlines.
22 декабря 2009 года Malaysia Airlines объявила о заказе 15 новых самолётов Airbus A330 и опционе на ещё 10 лайнеров того же типа. Поставки A330 будут осуществляться в период между 2011 и 2016 годами, а сами самолёты постепенно будут вводиться на средне- и дальнемагистральные маршруты в страны Восточной Азии, Ближнего Востока и Австралии. В планах авиакомпании также введение в эксплуатацию с 2012 года на дальнемагистральные маршруты самолёты Airbus A380, на среднемагистральные — Airbus A330 и на короткие дистанции — Boeing 737.

### Ренационализация
Даже перед крушением Рейса 17 многие аналитики и СМИ предполагали, что Malaysia Airlines потребуется сменить бренд и исправить репутацию и/или обратиться за помощью государства для возвращения к рентабельности. 8 августа 2014 года торги акциями компании были временно приостановлены, когда Khazanah Nasional - главный акционер компании (69,37%) и суверенный инвестиционный фонд под управлением правительства Малайзии - потребовала у Совета директоров компании провести выборочное сокращение капитала (обратный выкуп и аннулирование акций других акционеров); Khazanah объявила о том, что потратит 1,38 млрд ринггитов (431 млн долларов США; 0,27 ринггита за акцию) для выкупа акций миноритарных акционеров (премия в размере 12,5% к цене закрытия акций 7 августа 2014 года).
29 августа 2014 года суверенный фонд Малайзии Khazanah выпустил отчет - Rebuilding a National Icon: The MAS Recovery Plan - где был описан план по реструктуризации Malaysia Airlines и процесс полного поглощения компании фондом Khazanah. Около 6 000 рабочих мест (примерно 30% рабочей силы компании) будут сокращены, а маршрутная сеть будет уменьшена для того, чтобы сфокусироваться на региональных направлениях вместо неприбыльных дальних перевозок.
31 декабря 2014 года прошел делистинг акций Malaysia Airlines с бирж Сингапура и Малайзии. Торговля акциями была остановлена 15 декабря в связи с процедурой их выкупа суверенным фондом Малайзии Khazanah Nasional .
1 сентября 2015 года все активы компании были переведены на новое юридическое лицо - Malaysia Airlines Berhad - вместе с полным ребрендингом бизнеса .

## Корпоративная деятельность
Акции Malaysia Airlines торговались на Малайзийской фондовой бирже под официальным названием «Malaysian Airline System Berhad», однако их обращение было прекращено 31 декабря 2014 г. в связи с ренационализацией компании .
В течение долгого периода авиакомпания несла большие убытки вследствие плохого менеджмента и постоянного роста цен на топливо. В 2002 году в результате проведённой реструктуризации деятельности Malaysia Airlines была передана в управление компании «Penerbangan Malaysia Berhad», которая в первую очередь занялась снижением объёма долгосрочных кредитных займов. 1 декабря 2005 года правительство Малайзии назначило генеральным директором авиакомпании бизнесмена Идриса Джалу, основными задачами у которого стали реструктуризация операционной деятельности перевозчика и создание его корпоративной культуры. Под руководством Джалы Malaysia Airlines разработала и в феврале 2006 года утвердила антикризисную программу, в которой основной акцент делался на ликвидации низкой доходности перевозчика, реорганизации сложившейся маршрутной сети и сокращении чрезмерно раздутой штатной численности авиакомпании. В начале 2007 года было продано здание штаб-квартиры в центре Куала-Лумпура, управление Malaysia Airlines переселилось в более скромный офис на территории Аэропорт имени султана Шах-Абдул-Азиза в Субанге (Селангор).

### Дочерние компании
Авиакомпания Malaysia Airlines владеет более чем двадцатью дочерними предприятиями, каждое из которых занимается отдельным видом деятельности, смежных друг с другом в области авиационных перевозок: техническое обслуживание, ремонт и сдача в аренду воздушных судов, чартерные перевозки, наземное обеспечение пассажирских и грузовых авиаперевозок, кейтеринг и другие. 13 из 20 дочерних предприятий полностью принадлежат самой авиакомпании.
| Компания                                       | Тип                       | Основная область деятельности             | Штаб-квартира | Доля собственности у Malaysia Airlines |
| ---------------------------------------------- | ------------------------- | ----------------------------------------- | ------------- | -------------------------------------- |
| Malaysia Airlines Cargo Sdn. Bhd               | дочерняя                  | грузоперевозки                            | Малайзия      | 100 %                                  |
| GE Engine Services Malaysia                    | совместное предприятие    | ремонт и капитальный ремонт двигателей    | Малайзия      | 30 %                                   |
| MASWings Sdn. Bhd.                             | дочерняя                  | авиаперевозчик                            | Малайзия      | 100 %                                  |
| Firefly Sdn. Bhd.                              | дочерняя                  | авиаперевозчик                            | Малайзия      | 100 %                                  |
| MAS Aerotechnologies Sdn Bhd                   | дочерняя                  | ремонт и техобслуживание воздушных судов  | Малайзия      | 100 %                                  |
| MAS Golden Holidays Sdn Bhd                    | дочерняя                  | туроператор                               | Малайзия      | 100 %                                  |
| Malaysian Aerospace Engineering Sdn Bhd        | дочерняя                  | инженерная служба                         | Малайзия      | 100 %                                  |
| MAS Academy Sdn Bhd                            | дочерняя                  | лётная школа                              | Малайзия      | 100 %                                  |
| Abacus Distribution Systems (Малайзия) Sdn Bhd | дочерняя                  | система бронирования                      | Малайзия      | 80 %                                   |
| Taj Madras Air Catering Limited                | ассоциированная (смежная) | кейтеринг                                 | Индия         | 20 %                                   |
| MAS Catering (Саравак) Sdn Bhd                 | дочерняя                  | кейтеринг                                 | Саравак       | 60 %                                   |
| LSG Sky Chefs                                  | ассоциированная (смежная) | холдинговая компания                      | Малайзия      | 30 %                                   |
| MAS Engineering Training Centre                | дочерняя                  | центр подготовки и переподготовки пилотов | Малайзия      | 100 %                                  |

### Финансовые показатели
Крупнейший в своей истории убыток в 1,25 миллиарда малайзийских ринггитов авиакомпания Malaysia Airlines понесла по итогам 2005 финансового года. В 2006 году стартовала программа по выводу авиакомпании из кризиса, а уже следующий финансовый год Malaysia Airlines закрыла с чистой прибылью в размере 851 млн ринггитов в сравнении с 134 миллионами чистого убытка в 2006-м финансовом году. Данный результат был признан лучшим показателем среди коммерческих авиакомпаний в 2007 году, что было отмечено наградой «Феникс» известного в области авиационной индустрии ежемесячного журнала Penton Media’s Air Transport World.

### Корпоративный имидж

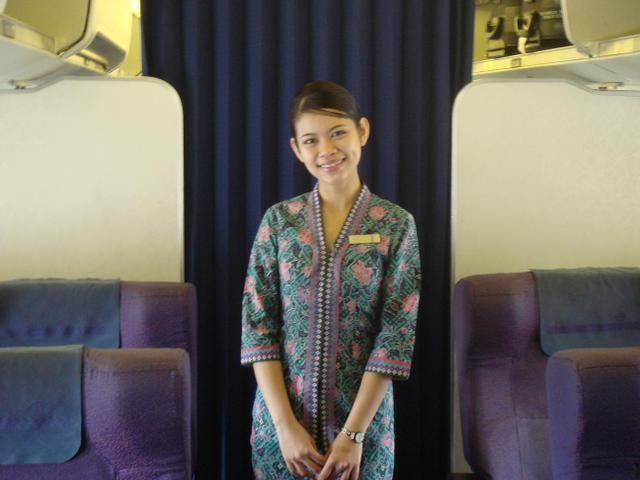
Стюардесса Malaysia Airlines

В отличие от большинства других крупных авиакомпаний мира, которые в собственной рекламе делают основной упор на современных самолётах, их комфортабельности, удобстве стыковок и широко разветвлённых маршрутных сетях, внимание авиакомпании Malaysia Airlines главным образом сосредоточено вокруг развития и рекламирования бренда качества обслуживания пассажиров. Стратегия компании заключается в обеспечении максимального комфорта своих клиентов и предоставлении широкого спектра услуг в собственных бизнес-залах аэропортов, внимательном и индивидуальном обслуживании пассажиров на борту самолёта.
Претенденты на работу в качестве стюардов и стюардесс проходят жёсткий отбор авиакомпанией: из каждой тысячи кандидатов к учебной программе подготовке кабинного экипажа допускаются только 50-60 человек.
1 марта 1986 года Malaysia Airlines ввела новую форму для стюардесс «Саронг-Кебайя», разработанную школой моды в Технологическом университете Мары (малайск. Universiti Teknologi Mara) на основе национальной женской одежды кебайя. Повторяющийся рисунок форменной одежды содержит смесь изображений малайзийской флоры (цветы семпаки, жасмина и листья гибискуса) на фоне переплетающихся стеблей бамбука. 1 января 1993 года в дополнение к уже используемой форме были введены ещё несколько моделей одежды для стюардесс и новая форма для стюардов. Примечательно, что в настоящее время форменная одежда кабинных экипажей авиакомпаний Malaysia Airlines и Singapore Airlines имеют весьма много схожего между собой.
Цветовые гаммы форменной одежды стюардесс:
- Саронг-Кебайя с жёлтыми цветами на красном фоне — стюардессы-контролёры (инструкторы);
- Саронг-Кебайя с розовыми цветами — стюардессы, стюардессы-бригадиры и старшие бортпроводники;
- Саронг-Кебайя с пурпурными цветами — персонал наземного обслуживания.

Цветовые гаммы форменной одежды стюардов:
- Чёрное пальто и красный галстук — стюарды-контролёры (инструкторы);
- Тёмный костюм — стюарды, стюарды-бригадиры и старшие бортпроводники;
- Светлый костюм — персонал наземного обслуживания.

## Маршрутная сеть

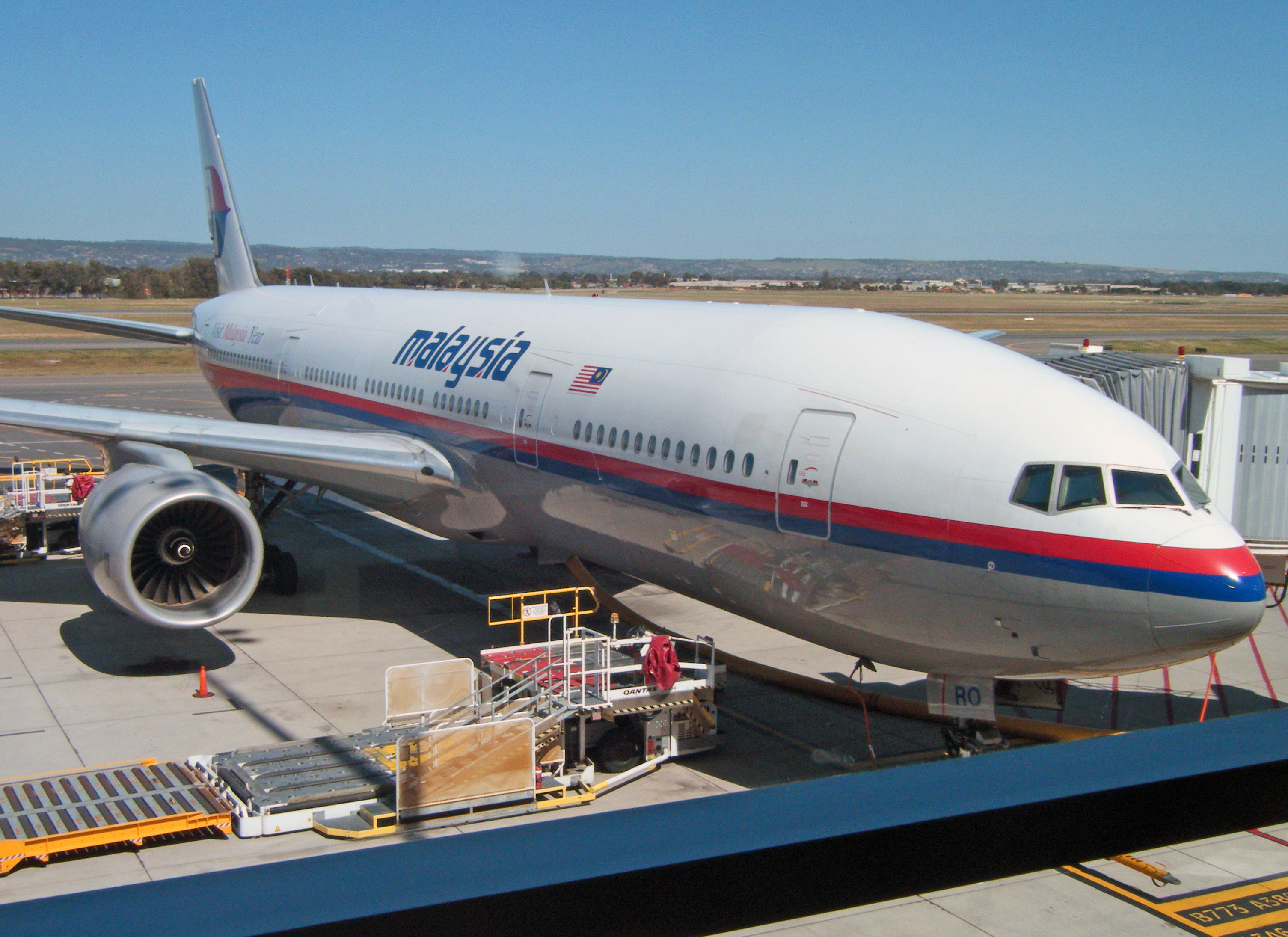
Boeing 777 Malaysia Airlines у гейта аэропорта Аделаиды

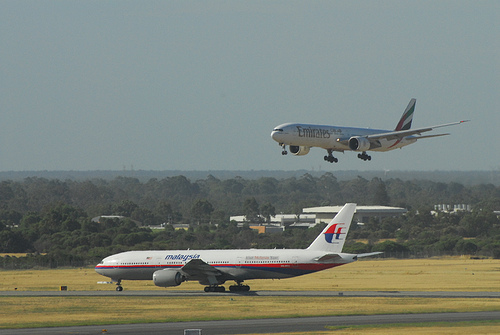
Два Boeing 777 — садится Emirates Airline, ожидает на полосе Malaysia Airlines

В настоящее время маршрутная сеть Malaysia Airlines наряду с авиакомпаниями Air France/KLM, British Airways, Delta Air Lines, Emirates Airline, Korean Air, Qantas, Qatar Airways, Singapore Airlines, South African Airways и United Airlines включает в себя пункты назначения на всех шести обитаемых континентах мира.
До введения программы антикризисного управления в 2006 году Malaysia Airlines выполняла регулярные пассажирские рейсы по 114 международным направлениям, в 2011 году число международных регулярных маршрутов составило 87 пунктов. Главным транзитным узлом (хабом) авиакомпании является Международный аэропорт Куала-Лумпура, который позиционирован как один из крупнейших коммерческих авиаузлов в Юго-Восточной Азии. Malaysia Airlines вместе со своими дочерними перевозчиками MASWings и Firefly выполняет ежедневные рейсы из Куала-Лумпура практически по всем аэропортам острова Борнео. Кроме того, перевозчик занимает одну из ключевых позиций в так называемых кенгуриных маршрутах, обеспечивая максимум в течение пяти часов в Куала-Лумпуре стыковки между рейсами из Европы с беспосадочными рейсами в Австралию. Malaysia Airlines также работает на транстихоокеанских маршрутах, выполняя регулярные рейсы из Куала-Лумпура в Международный аэропорт Лос-Анджелес, и до октября 2009 года работала на трансатлантическом направлении с маршрутом Куала-Лумпур — Международный аэропорт Ньюарк Либерти с промежуточной посадкой в стокгольмском аэропорту Арланда. Рейс в Ньюарк был исключён из маршрутной сети авиакомпании в связи с недостаточной коммерческой нагрузкой на данном направлении.
Malaysia Airlines стала первой авиакомпанией, соединившей регулярными рейсами регион Юго-Восточной Азии с Южной Африкой и Южной Америкой, введя длинный транзитный маршрут из Куала-Лумпура в Буэнос-Айрес с промежуточном посадкой в Кейптауне. Следом за ней на рынок Южной Америки вышла авиакомпания Singapore Airlines, запустив регулярный рейс из Сингапура в Международный аэропорт Сан-Паулу Гуарульос с посадкой в Международном аэропорту Барселоны. В связи с кризисной ситуацией в 2006 году авиакомпания была вынуждена ликвидировать регулярные маршруты из Куала-Лумпура в Манчестер, Вену, Фукуоку, Чэнду, Нагою, Сиань, Каир, Калькутту, Ахмедабад и Цюрих.
В 2008 году Malaysia Airlines открыла новые рейсы в Макао и Джокьякарту, в 2009-м — возобновила сезонные маршруты в Дарвин, а 10 марта того же года китайские средства массовой информации сообщили о прекращении рейса Куала-Лумпур — Макао, сославшись при этом на неназванного сотрудника представительства авиакомпании в Гонконге.
15 ноября 2010 года Malaysia Airlines подала заявку на три еженедельных рейса из Кота-Кинабалу в токийский аэропорт Ханеда. После получения разрешения авиакомпания стала выполнять регулярные пассажирские рейсы в оба крупнейших аэропорта Токио: из Куала-Лумпура в Международный аэропорт Нарита и из Кота-Кинабалу в Международный аэропорт Ханеда.

### Партнёрские соглашения
В 2011 году в рамках партнёрских и код-шеринговых соглашений Malaysia Airlines работала с 31 авиакомпанией мира. Четыре авиакомпании-партнёра входят в глобальный авиационный альянс пассажирских перевозок SkyTeam, две — в альянс oneworld и десять — в крупнейший мировой альянс Star Alliance.
В 2006 году Malaysia Airlines подавала заявку на вступление в альянс SkyTeam, однако каких-либо сдвигов в ходе рассмотрения её заявки не наблюдается. В следующем году авиакомпания подписала код-шеринговые соглашения с членами SkyTeam итальянской Alitalia и китайской China Southern Airlines. По причине отсутствия положительных сдвигов в переговорах по вступлению в SkyTeam в январе 2009 года авиакомпания объявила о новом плане создания собственного регионального альянса пассажирских перевозок, получившего название «MOSAIC». 6 июня 2011 года альянс oneworld одобрил заявку на вступление авиакомпании Malaysia Airlines по рекомендации Qantas.
Malaysia Airlines 1 февраля стала полноправным членом альянса oneworld, в которую входит и российская авиакомпания S7 Airlines.
Список авиакомпаний, с которыми по состоянию на июль 2010 года у Malaysia Airlines были заключены код-шеринговые соглашения. Знаком «*» указаны авиакомпании — члены глобального авиационного альянса пассажирских перевозок Star Alliance:
| - Air Mauritius - Alitalia (SkyTeam) - All Nippon Airways * - American Airlines (oneworld) - Austrian Airlines * - British Airways (oneworld) - Cathay Pacific (oneworld) - China Southern Airlines (SkyTeam) - Dragonair (Oneworld) - Egyptair * | - Etihad Airways - Finnair (oneworld) - Garuda Indonesia (будущий член SkyTeam) - Globus (oneworld) - Gulf Air - Japan Airlines (oneworld) - Jet Airways - Iberia (oneworld) - KLM (SkyTeam) - Korean Air (SkyTeam) | - Myanmar Airways International - Oman Air - Philippine Airlines - Qatar Airways - Royal Brunei Airlines - Royal Jordanian Airlines (Oneworld) - S7 Airlines (oneworld) - SilkAir - Singapore Airlines * | - South African Airways * - SriLankan Airlines - Swiss International Airlines * - Thai Airways International * - Turkish Airlines * - Uzbekistan Airways - Virgin Australia |

## Флот

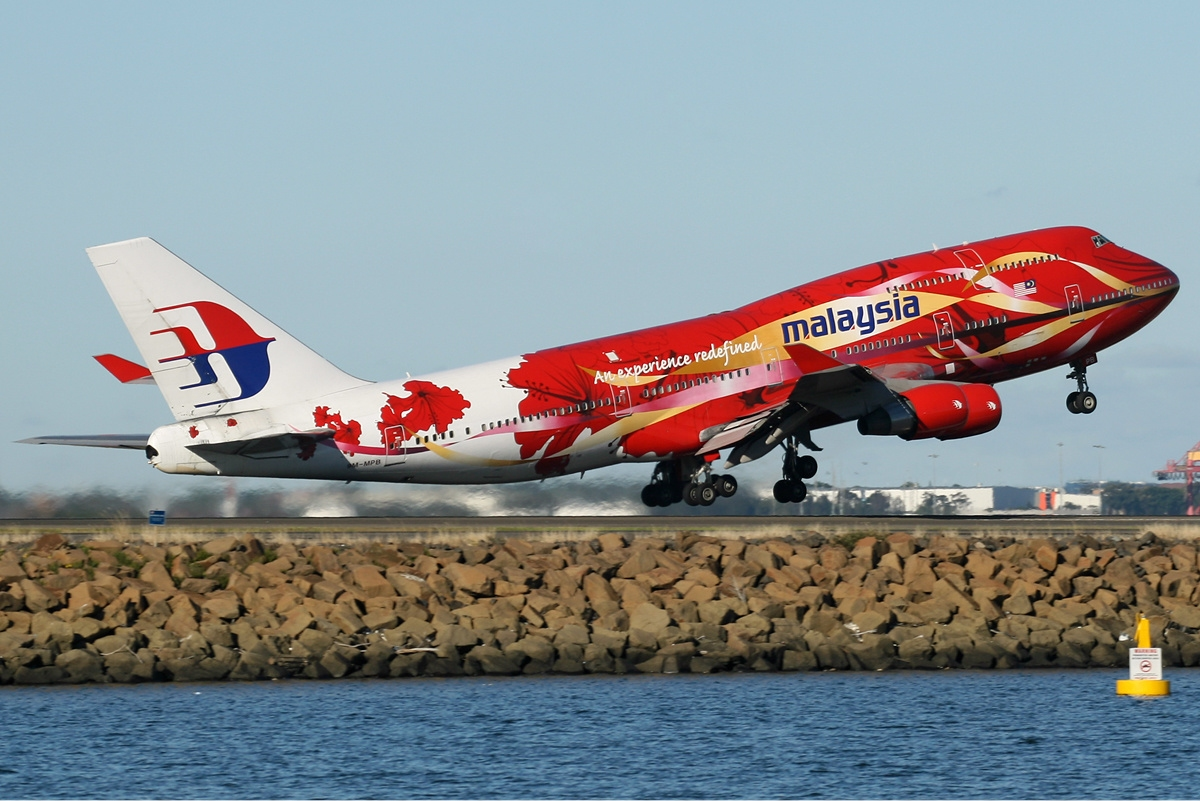
Boeing 747-400 (регистрационный номер 9M-MPB) авиакомпании Malaysia Airlines в специальной ливрее на старте с взлётно-посадочной полосы 34L Сиднейского аэропорта (Австралия)

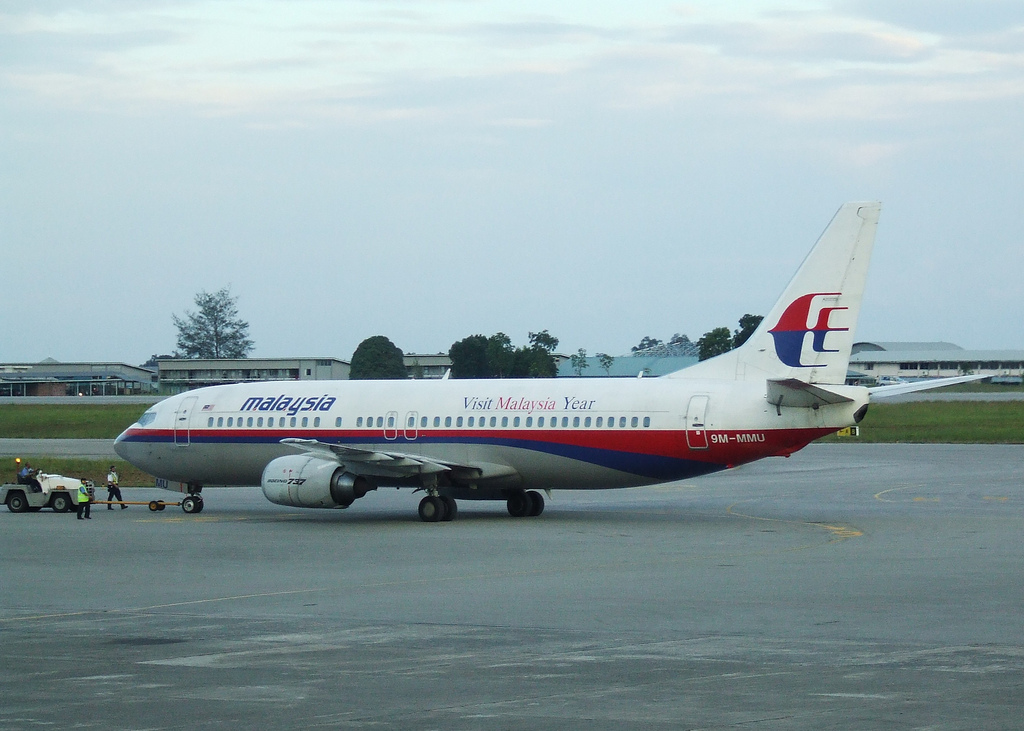
Буксировка Boeing 737 (регистрационный номер 9M-MMU) авиакомпании Malaysia Airlines в Международном аэропорту Кучинг

В августе 2021 года флот Malaysia Airlines состоял из 83 самолетов, средний возраст которых 9 лет:

## Сервисное обслуживание

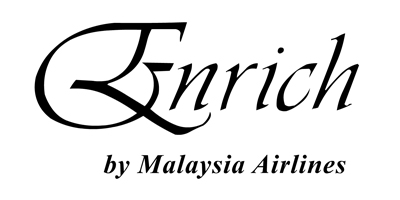
Эмблема бонусной программы «Enrich» поощрения частолетающих пассажиров авиакомпании Malaysia Airlines

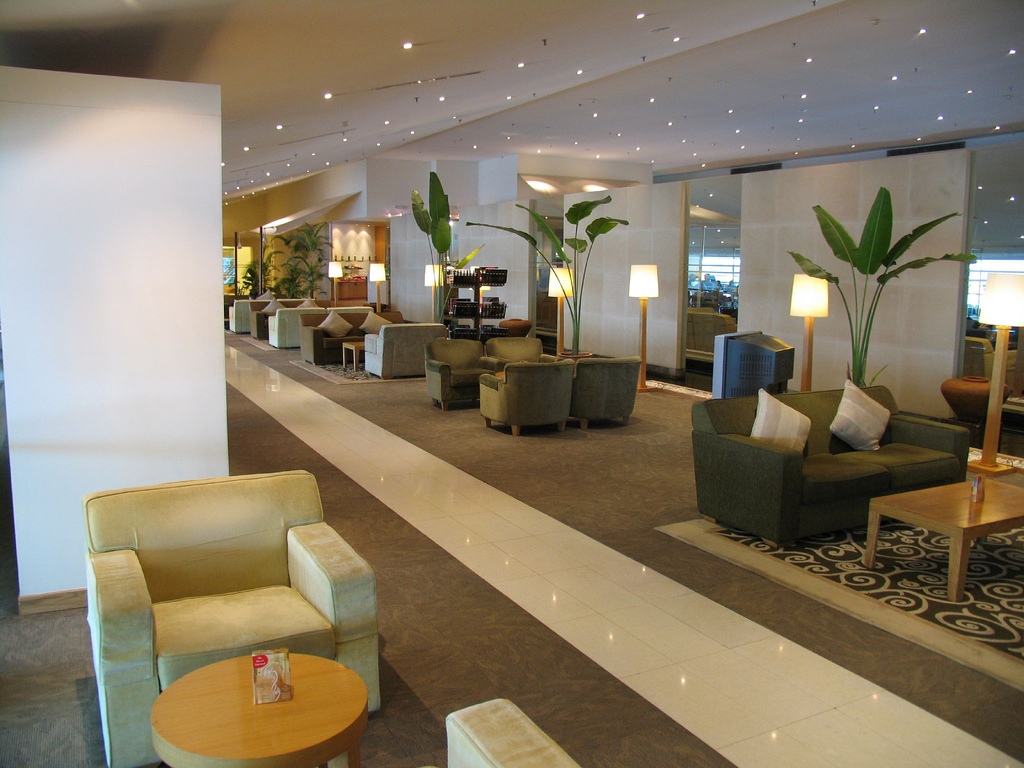
Зал повышенной комфортности «Golden Lounge»

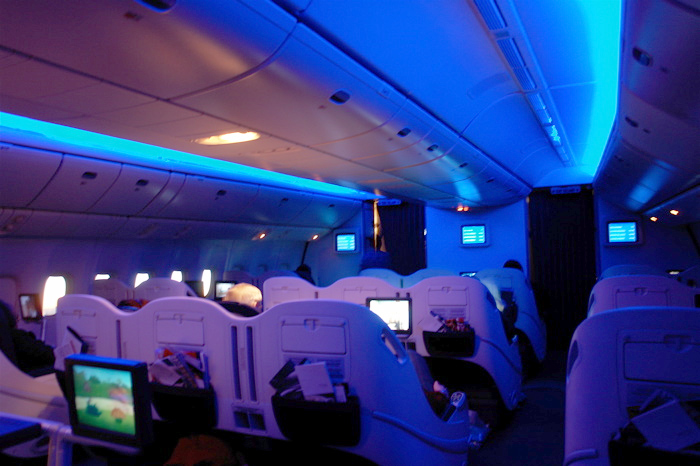
Салон нового бизнес-класса авиакомпании Malaisya Airlines

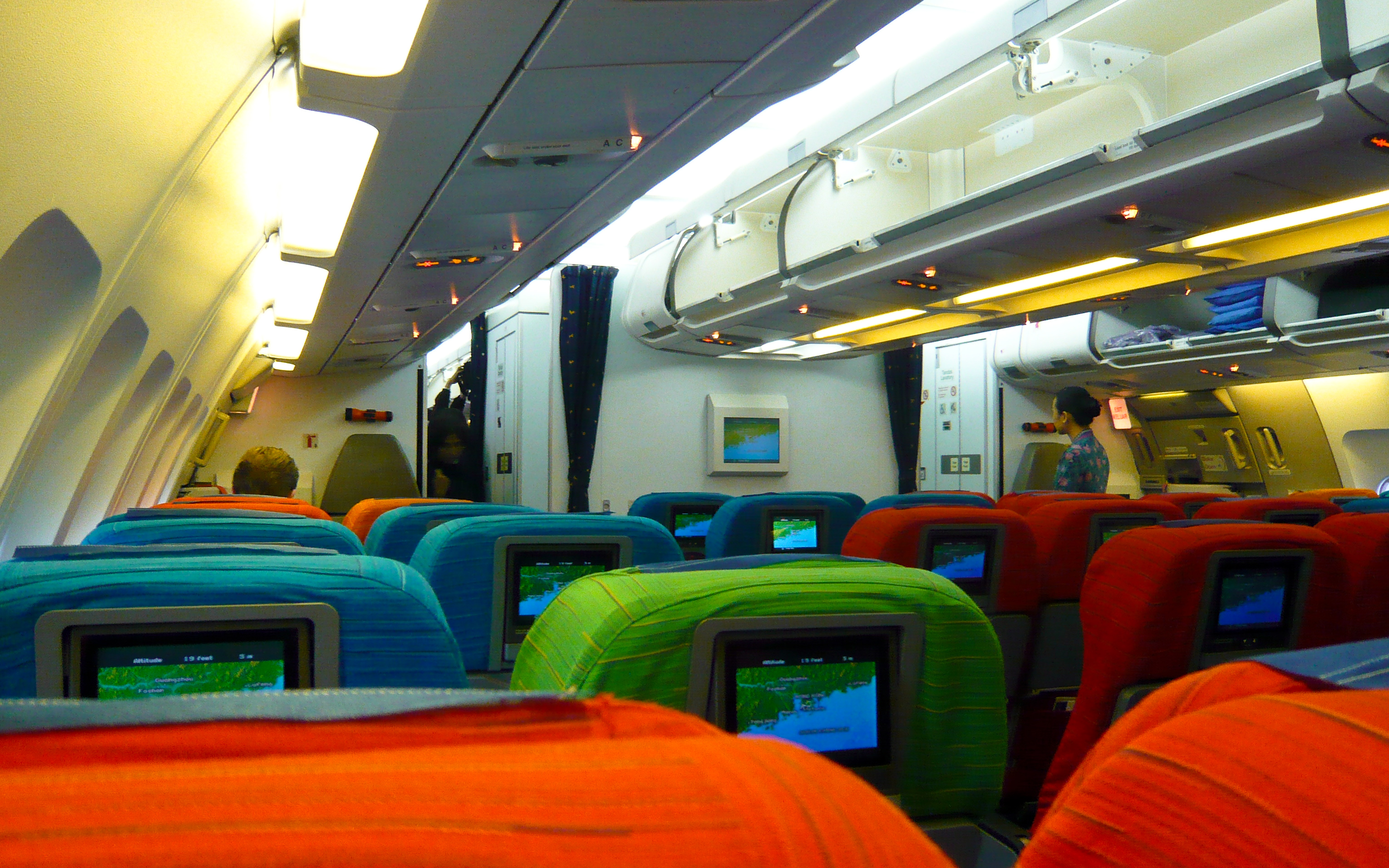
Интерьер салона экономического класса Airbus A330 авиакомпании Malaysia Airlines (рейс Гонконг- Куала-Лумпур)

Malaysia Airlines эксплуатирует парк самолётов, пассажирские салоны которых сконфигурированы в двух- и трёхсалонной компоновках. Лайнеры Boeing 737-200, Airbus A330-200, Airbus A330-300 и Boeing 737—400 авиакомпании имеют двухклассную компоновку с салонами бизнес- («Golden Club Class») и экономического классов. Boeing 747-400 представляет трёхклассную конфигурацию с салоном Первого класса (First Class). Оснащение и интерьеры бизнес- и экономического классов Malaysia Airlines неоднократно отмечались наградами за выдающиеся достижения в сфере сервиса пассажирских авиаперевозок.

### Регистрация на рейсы
Регистрация пассажиров на рейс Malaysia Airlines доступна в период с 2-х до 48 часов до отправления самолёта в зонах регистрации аэропортов. Пассажиры также могут зарегистрироваться в залах повышенной комфортности «Golden Lounge». В Международном аэропорту Куала-Лумпур работают киоски самообслуживания для электронной регистрации на рейсы авиакомпании.
Кроме этого, пассажиры имеют возможность пройти регистрацию на Центральной железнодорожной станции Куала-Лумпура, по телефону, либо удалённо на веб-сайте авиакомпании, самостоятельно распечатав посадочный талон. Пассажиры с короткой датой возврата в пункт вылета могут сразу зарегистрироваться на оба рейса «туда» и «обратно».

#### Залы ожидания
Для пассажиров Первого и бизнес- классов, а также для участников бонусной программы поощрения часто летающих пассажиров, имеющих статусы золотого и платинового уровней, авиакомпания Malaysian Airlines предлагает воспользоваться услугами собственных залов повышенной комфортности «Golden Lounge» с бесплатными напитками и закусками. Залы «Golden Lounge» авиакомпании работают в десяти аэропортах по всему миру, в том числе на территории аналогичных заведений авиакомпаний-партнёров. К услугам пассажиров предлагается сервис бизнес-центров, бесплатное питание, детские уголки и спальные комнаты.
Залы повышенной комфортности «Golden Lounge» расположены в следующих аэропортах:
| - Международный аэропорт Куала-Лумпур - Международный аэропорт Кота-Кинабалу - Международный аэропорт Кучинг - Аэропорт Лондон Хитроу | - Международный аэропорт Пенанг - Международный аэропорт Лос-Анджелес - Аэропорт Мельбурн | - Международный аэропорт Чанги - Аэропорт Перт - Аэропорт Сиднея |  |

В апреле 2008 года Malaysia Airlines ввела в действие новый зал ожидания для привилегированных пассажиров в Международном аэропорту Куала-Лумпура, предназначенный для обслуживания региональных рейсов. В настоящее время в этом аэропорте действуют три зала повышенной комфортности авиакомпании: «Satellite Golden Lounge» (международный), «Domestic Golden Lounge» (внутренний) и «Regional Golden Lounge» (региональный).

### Пассажирские салоны

#### Первый класс
Новый дизайн салонов первого класса Malaysia Airlines ввела в 2005 году на самолётах Boeing 747—400. Кабина первого класса рассчитана на 12 пассажирских мест, каждое сиденье раскладывается на 180 градусов в полное горизонтальное положения. Расстояние между креслами составляет 80 дюймов (200 сантиметров), ширина каждого кресла 28 дюймов (71 сантиметр). Регулировка положения сиденья осуществляется пассажиром при помощи специальной кнопки в подлокотнике.

#### Бизнес-класс
Бизнес-класс (ранее носивший название «Golden Club Class») доступен на всех самолётах Malaysia Airlines. Сервис так называемого «Нового» бизнес-класса предлагается авиакомпанией с 2005 года на лайнерах Boeing 747—400 и Boeing 777—200, салоны в которых рассчитаны 41 и 35 пассажирских мест соответственно.
Кроме этого, самолёты Airbus A330 авиакомпании имеют салон регионального бизнес-класса, пассажирские сиденья в котором расположены по схеме 2-2-2, откидываются в удобное для отдыха положение и снабжены специальными подставками для ног, а также розетками электропитания и разъёмами для USB-устройств. Пассажирам бизнес-класса предлагаются персональные портативные медиа-плееры «Select 3000-i» с сенсорными дисплеями размером в 15,4 дюймов. Первый самолёт с региональным бизнес-классом запущен авиакомпанией 20 апреля 2011 года на регулярный маршрут Куала-Лумпур — Брисбен.

#### Экономический класс
Экономическим классом комплектуются все без исключения пассажирские самолёты Malaysia Airlines. Расстояние между сиденьями в экономическом классе составляет 33-34 дюйма, ширина каждого кресла 17-17,25 дюймов. Пассажирские сидения на всех лайнерах авиакомпании, кроме Boeing 747—400, оснащены подставками для ног. В экономическом классе на самолётах Boeing 747—400, Boeing 777—200 и Airbus A330-200 каждое впередистоящее кресло оборудовано видеодисплеем, на лайнерах Airbus A330-300 персональных экранов нет, вместо них видеотрансляция осуществляется на большие мониторы над проходами между рядами кресел.
В 2010 году дизайн экономического класса авиакомпании Malaysia Airlines был признан лучшим в мире по версии британской консалтинговой компании Skytrax.

## Авиапроисшествия и несчастные случаи
- 4 декабря 1977 года. Boeing 737—200 (регистрационный номер 9M-MBD), выполнявший регулярный рейс 653 из Пинанга в Сингапур с промежуточной посадкой в Куала-Лумпуре, был захвачен террористом. При выполнении процедуры снижения преступник застрелил обоих пилотов. Лайнер потерял управление и рухнул на болотистую местность в районе Танджунг-Купанг (Джохор), погибли все 100 человек из находившихся на борту самолёта.
- 18 декабря 1983 года. Самолёт Airbus A300B4 (регистрационный номер OY-KAA, в лизинге из скандинавской авиакомпании Scandinavian Airlines System), выполнявший рейс 684 Субанг — Сингапур, потерпел крушение в двух километрах от взлётно-посадочной полосы аэропорта назначения. Лайнер получил серьёзные повреждения, однако человеческих жертв удалось избежать[65].
- 15 сентября 1995 года. Fokker 50 (регистрационный номер 9M-MGH), следовавший регулярным рейсом 2133 Кота-Кинабалу — Тавау, при выполнении процедуры посадки в аэропорту назначения попытался уйти на второй круг, задел поверхность в пятистах метрах перед полосой и врезался в ветхие постройки близ аэропорта. Погибли 34 человека из 54 находившихся на борту самолёта[66].
- 15 марта 2000 года. Рейс 85 Куала-Лумпур — Пекин, лайнер Airbus A330-300 (регистрационный номер 9M-MKB). При выгрузке самолёта в аэропорту Пекина из канистры произошла утечка оксалилхлорида, в значительной степени повредившая его фюзеляж. В результате инцидента спущенный с конвейера пять лет назад самолёт был списан[67].
- 8 марта 2014 года. Boeing 777-200ER (регистрационный номер 9M-MRO), следовавший рейсом MH370 из Куала-Лумпура в Пекин с 239 пассажирами на борту, исчез с радаров диспетчеров. Самолёт до сих пор не найден, известно только предположительное место падения самолёта и найдено только несколько небольших обломков. Предположительно самолёт потерпел крушение в результате самоубийства пилота или захвата.
- 17 июля 2014 года. Boeing 777-200ER (регистрационный номер 9M-MRD), выполнявший рейс MH17 Амстердам — Куала-Лумпур, упал на территории Украины в районе села Грабово недалеко от города Тореза[68]. Погибли все 298 человек, находившиеся на борту. Самолёт упал в районе вооружённого противостояния на востоке Украины. Причиной авиакатастрофы стало поражение управляемой ракетой класса «земля–воздух».